# 監獄の誕生
『監獄の誕生―監視と処罰』（かんごくのたんじょう―かんしとしょばつ、フランス語: Surveiller et punir, Naissance de la prison）とはフランスの思想家ミシェル・フーコーによる権力論の著作をさす。
1926年に医者の家に誕生したフーコーは、1946年に高等師範学校に入学し、哲学や心理学を学んで、リール大学で心理学講義の助手となる。博士号の学位論文では、『狂気の歴史』、『臨床医学の誕生』、『言葉と物』、『知の考古学』を発表し、これらが評価されて1970年にコレージュ・ド・フランスの教授となる。本書は、その後の1975年に発表された。この著作では、ニーチェに見られた系譜学アプローチが用いられ、刑罰の近代化の過程が分析されている。本書は、第1部「身体刑」、第2部「処罰」、第3部「規律・訓練」、第4章「監獄」から成り立っている。
フーコーによれば、ヨーロッパにおける刑罰は、人道的とされる観点から身体に対する刑罰から精神に対する刑罰へと移行した。フーコーは、刑罰が進歩したというよりも、その様式が変化し、新しい権力作用が出現したと主張した。近代の刑罰においては、専門家の科学的知見が重要な役割を果たしており、犯罪者の精神鑑定を通じて人間を評価する。このような人間を対象にする学問は、人間諸科学と呼ばれ、これはある規範的観点を分析に導入することで、人間の狂気を規定する。つまり、知識によって刑罰における権力を根拠付け、また相補的な関係を持ちながら共に作用する。これが、フーコー独自の権力概念である「権力／知 (Pouvoir-savoir) 」である。
また、この権力をさらに解剖学的な見地から観察すれば、監獄における権力の技術には、規律という形態が認められる。規律は、恒常的に従順な身体を生み出す方法となる。18世紀後半の兵士たちは、基本教練を通じて、動作や姿勢を矯正され、また命令に服従する従順な身体を作り上げることが可能となった。つまり、規律は、身体の精密な管理と恒常的な拘束を可能とする権力の技術となる。
この著作では、イギリスの思想家ジェレミー・ベンサムのパノプティコンという監獄の構想が紹介されている。この建築物は円形になっており、中心部に監視塔が配置され、そこを中心に円状に独房が配置されている。そして、監獄に対して光が入るために、囚人からは、監視員が見えない。その一方で、監視員は囚人を観察できる仕組みになっている。このような構造物において、監視員は、囚人に対して一方的な権力作用を効率的に働きかけられる。囚人は、常に監視されていることを強く意識するために、規律化され従順な身体を形成する。

## 書誌

### 翻訳
- ミシェル・フーコー 『監獄の誕生　監視と処罰』 田村俶訳、新潮社、1977年
  - ミシェル・フーコー 『監獄の誕生　監視と処罰』 田村俶訳、新潮社、2020年（上述のものの新装版）

### 作品論
- 美馬達哉『生を治める術としての近代医療　フーコー『監獄の誕生』を読み直す』 現代書館〈いま読む！名著〉、2015年